# Kamen Rider Kabuto
Kamen Rider Kabuto (仮面ライダーカブト Kamen Raidā Kabuto?), es el título de la 16.ª temporada de la franquicia Kamen Rider. Con ella se celebraron los 35 años desde el estreno de la franquicia en 1971, destacando la recuperación después de años del término "Rider Kick" para el ataque principal del protagonista. Esta temporada usó dos eslóganes: "¡Caminando por el camino del cielo, para gobernar todo!" (天の道を行き、総てを司る! Ten no michi o iki, subete o tsukasadoru!?) y "Yo soy la justicia" (俺が正義 Ore ga seigi?)

## Argumento
Siete años antes del arranque de la serie, un meteorito se estrelló contra el distrito de Shibuya, en Tokio. Del meteorito surgieron unas formas de vida alienígenas llamadas Worms. Estas criaturas monstruosas tienen la capacidad de adoptar la forma de los humanos que matan y absorber sus recuerdos. Una organización llamada ZECT se ha formado para enfrentarse a esta amenaza y lo ha hecho durante los últimos siete años mientras la población permanecía ajena al incidente salvo las víctimas de Shibuya, zona que se acordonó para que no entrara nadie. En la actualidad, un joven oficial de ZECT, Kagami Arata,  que perdió a su hermano menor hace dos años tras un ataque de los Worms, ha obtenido el permiso de probar la última tecnología de asalto contra los Worms que, utilizando un cinturón y un insecto robótico como llave llamado Zecter le permitirá transformarse en Kamen Rider. Sin embargo, en el primer asalto, se presenta otro joven, que no pertenece a ZECT, pero que tiene un dispositivo similar al suyo, y el Zecter decide elegir a este joven en lugar de a Arata para transformarle en Kamen Rider Kabuto. Todos en ZECT se preguntan quién es el nuevo Kamen Rider y cómo y de dónde sacó ese cinturón. Solo Arata descubre su identidad y mantiene el secreto por el momento. Se trata de Sōji Tendō, un joven de 21 años que vive con su hermana menor, al que se le da extraordinariamente bien preparar platos de alta cocina. Arata, por su parte, también mantiene una doble vida, combinando su trabajo en ZECT con otro trabajo a medio tiempo en un restaurante, el Bistro Lasalle, junto a su compañera Hiyori, una muchacha de carácter muy reservado y de pasado incierto, que no sabe nada del trabajo de Arata en ZECT, pero que tiene pesadillas con una criatura similar a Kabuto que mató hace años a sus padres.

## Personajes

### Riders
- Sōji Tendō (天道 総司 Tendō Sōji?)/Kamen Rider Kabuto (仮面ライダーカブト Kamen Raidā Kabuto?): Es un joven de 21 años de carácter tranquilo y sosegado que sigue la filosofía pacífica de un monje. Su nombre significa literalmente "Camino del cielo, gobernador de todo", y siempre usa este lema para presentarse: "Recorriendo el camino del cielo, el hombre que lo gobernará todo", levantando el dedo al cielo. Sōji vive en una enorme casa junto a su hermana pequeña Juka, le encanta la alta cocina y parece tener un interés en la compañera de trabajo de Arata, Hiyori, lo que le lleva a convertirse en cliente regular del Bistro Lasalle. Por sus habilidades y apariencia, además de su habilidad de estar siempre un paso por delante de los demás, es un poco grosero, y suele parecer arrogante a quienes le conocen por primera vez. Esta personalidad seria es, sin embargo, una fachada que esconde su preocupación y afecto por aquellos a quienes estima. Su insecto es un escarabajo rinoceronte.
- Arata Kagami (加賀美 新 Kagami Arata?)/Kamen Rider Gatack (仮面ライダーガタック Kamen Raidā Gatakku?): Es un joven que mantiene una doble vida. Por un lado, trabaja a medio tiempo en el restaurante Bistro Lasalle como camarero, y por otro es un agente de ZECT, donde se alistó tras la desaparición y presunta muerte de su hermano menor a manos de los Worms hace dos años. Al comienzo de la serie es un agente de bajo rango cuya única tarea es grabar las peleas de sus superiores contra los Worms para su posterior análisis. Recibe la tarea de probar el Kabuto Zecter, pero el Zecter escoge a Sōji en su lugar, para su pasmo y el del resto de ZECT. Es el hijo de un comisario de policía, Riku Kagami, quien, sin que él lo sepa, es también el director general de ZECT. Arata es el único que al principio conoce la verdadera identidad de Kabuto, con quien intenta trabar amistad al principio, a pesar de que Sōji le dice repetidamente que él no es su amigo. Solo cuando comprende y acepta esto es cuando los dos estrechan su relación de verdad como compañeros de lucha. También fue el primero en descubrir que Tsurugi es en realidad un Worm, ocultándoselo a todos, incluso al propio Sōji, temiendo que pueda matarle. Tras ser brevemente el segundo usuario de Kamen Rider TheBee y el segundo capitán del grupo Shadow, que abandona al negarse a matar a Kabuto como le ordenaban, con el tiempo acabará obteniendo su propio Zecter, transformándose en Kamen Rider Gatack. Su insecto es un ciervo volante.
- Daisuke Kazama (風間 大介 Kazama Daisuke?)/Kamen Rider Drake (仮面ライダードレイク Kamen Raidā Doreiku?): Es un maquillador profesional, de aspecto metrosexual al que le encanta flirtear con las mujeres. Siempre le acompaña como ayudante una niña pequeña a la que llama Gon, y ella suele completarle las frases cuando se atora, lo que le sucede con frecuencia. Es de carácter impulsivo, y no eligió convertirse en Rider, solo se transforma para protegerse a sí mismo, a Gon o a aquellos que quiere. Su insecto es una libélula.
- Tsurugi Kamishiro (神代 剣 Kamishiro Tsurugi?)/Kamen Rider Sasword (仮面ライダーサソード Kamen Raidā Sasōdo?): Es un descendiente de la familia Discabil de Inglaterra, una familia nobiliaria de cuyo título él es el único heredero. Hace años, un Worm mató a su hermana, y vive torturado por la imagen de ese recuerdo, con el juramento de matar a todos y cada uno de los Worms que existen. Por su origen noble, se comporta de una forma muy altanera y arrogante con el resto de Riders, y tiene un carácter tremendamente infantil, sobre todo cuando conoce a Mizaki y se enamora de ella, lo que le lleva a trabar amistad con Arata para que le ayude a conquistarla. Lo que nadie sabe, ni él mismo, es que el Worm que mató a su hermana, con el que tiene constantes pesadillas y al que más odia, es en realidad él mismo, Scorpio Worm. Scorpio mató al verdadero Tsurugi junto a su hermana, y después asumió su forma y absorbió sus recuerdos, pero los absorbió de tal forma que acabó creyéndose él y suprimiendo su personalidad Worm. El Worm solo surge después de utilizar al máximo su poder de Kamen Rider, momento en el que Tsurugi tiene la sensación de que el Worm que tanto odia se acerca, solo para transformarse en él y volverse loco, atacando sin distinguir amigos de enemigos hasta que tras un tiempo vuelve a transformarse en Tsurugi y se desmaya, olvidando lo sucedido, como un hombre lobo. Solo Arata, que lo descubre por casualidad, y el mayordomo de Tsurugi, Jiiya, saben la verdad y la ocultan para protegerle de los demás Riders. Es el único de los Riders cuyo Zecter no es un insecto, sino un escorpión.
- Sō Yaguruma (矢車 想 Yaguruma Sō?)/Kamen Rider TheBee (仮面ライダーザビー Kamen Raidā Zabī?)[Notas 1]/Kamen Rider KickHopper (仮面ライダーキックホッパー Kamen Raidā KikkuHoppā?): Es un agente de ZECT y el primer capitán y fundador del grupo Shadow, un grupo de ataque a los Worms cuya misión es apoyar a su capitán, el usuario de TheBee. Cree en una filosofía que llama Armonía perfecta (完全調和 Kanzen Chōwa?). Cuando está calmado, es una persona afable que se preocupa por todos los miembros de su equipo, a los que demanda perfección, y es un brillante estratega. Sin embargo, cuando se pone nervioso puede ser impulsivo, temerario y de mal genio, anticipando su cambio futuro. Cuando Sōji le ridiculizó infiltrándose en su equipo y demostrando sus carencias como líder, se entregó a la furia y desafió a muerte a Kabuto, no dudando en poner en peligro a su equipo con tal de que acabaran con él. Esto hizo que el Zecter de TheBee le abandonara, perdiendo sus poderes, y después de que Kageyama, ya como el nuevo TheBee, le rechazara por carecer de "Armonía perfecta" para estar en su equipo, Yaguruma abandonó ZECT. Tiempo más tarde, reaparecerá con un nuevo poder, el de Kamen Rider KickHopper, ya completamente abandonado a su lado oscuro, adoptando al caído en desgracia Kageyama como compañero, y, decidido a abandonar para siempre la luz, atacando a Worms y Kamen Riders por igual. Como TheBee, su insecto es una abeja, y como KickHopper, es un saltamontes.
- Shun Kageyama (影山 瞬 Kageyama Shun?)/Kamen Rider TheBee (仮面ライダーザビー Kamen Raidā Zabī?)[Notas 1]/Kamen Rider PunchHopper (仮面ライダーパンチホッパー Kamen Raidā Panchihoppā?): Es un miembro de ZECT y el usuario que más tiempo manejó el traje de TheBee tras haber sido utilizado anteriormente por Sō Yaguruma y Arata Kagami. Es el segundo capitán del equipo Shadow de ZECT, tras la renuncia de Arata y haber rechazado a Yaguruma después de haber comenzado como su discípulo. Es de carácter frío y sin escrúpulos, y no duda en sacrificar a quien sea con tal de cumplir su objetivo. Cuando, tras múltiples fracasos, le quitaron el Zecter de TheBee, fue expulsado con deshonor de ZECT y fue herido por los Worms, ganándose una gran cicatriz en la cara y un trauma psicológico, se reencontró con Yaguruma, quien le entregó el poder de PunchHopper y le tomó bajo su cuidado. Desde entonces, se volvió completamente dependiente de Yaguruma, a quien llama "aniki" ("hermano mayor"). Como TheBee, su insecto es una abeja, y como PunchHopper, es un saltamontes.
- Sōji Kusakabe (日下部 総司 Kusakabe Sōji?)/Kamen Rider Dark Kabuto (仮面ライダーダークカブト Kamen Raidā Dāku Kabuto?): Se trata de un hombre misterioso de aspecto idéntico a Sōji Tendō, que desea estar siempre con Hiyori. Odia a Tendō y desea destruirle para evitar que le aparte de Hiyori. Cuando está con ella, es de carácter alegre e infantil, pero cuando siente que algo amenaza su unión con ella, puede volverse extremadamente cruel y peligroso. Al igual que Kabuto, su insecto es un escarabajo rinoceronte.

### Aliados
- Hiyori Kusakabe (日下部 ひより Kusakabe Hiyori?): Es una trabajadora del Bistro Lasalle, de carácter muy serio y retraído. Hace siete años estuvo en el choque del meteorito, durante el cual alguien mató a sus padres. Sus recuerdos sobre el suceso están confusos, pero piensa que el que mató a sus padres era un Kamen Rider, lo que le lleva a desconfiar de Kabuto cuando le ve por primera vez. Suele ser algo torpe y distraída en el trabajo, lo que a veces le gana quejas de algunos clientes.
- Yuzuki Misaki (岬 祐月 Misaki Yuzuki?): Es una agente de ZECT que trabaja en el mismo equipo que Kagami. Es de apariencia fría y dura, pero no tarda en cuestionar si son correctas las acciones de ZECT. Cuando Tsurugi la conoció se enamoró locamente de ella, y ella hace lo que puede por huir de él o mostrarse lo más cortante posible para hacerle ver que no le interesa, sin ningún éxito.
- Shuichi Tadokoro (田所 修一 Tadokoro Shūichi?): Es el superior directo de Kagami y Misaki, un hombre muy circunspecto que dirige a varias tropas de ZECT. A pesar de su apariencia, se preocupa profundamente de su equipo, y hará cualquier cosa para ayudarles.
- Jyuka Tendō (天道 樹花 Tendō Jūka?): Es la hermana pequeña de Sōji. Los dos hermanos se fueron a vivir con su abuela después del choque del meteorito, y ahora Sōji cuida de ella. Jūka está muy apegada a su hermano y siempre procura imitarle en todo, incluso en la forma que tiene de citar a su abuela.
- Yumiko Takemiya (竹宮 弓子 Takemiya Yumiko?): Es la dueña del Bistro Lasalle, de carácter afable que suele tolerar las torpezas de Hiyori y las veces que Arata llega tarde al trabajo. A veces, también pide ayuda a Sōji con la cocina.
- Gon (ゴン Gon?): Es una niña que acompaña a Kazama a todas partes como su ayudante y amiga. Kazama la encontró un día en la calle con amnesia, no recordando quién es ni de donde viene, ni siquiera su nombre, por lo que Kazama le puso de nombre Gon. Forma un equipo perfecto con Kazama, no solo como asistente en el maquillaje, sino también completando las frases que él, por su torpeza verbal con las chicas, no es capaz de completar él solo.
- Jiiya (じいや Jiiya?): Es el mayordomo de la familia Kashimiro, y una figura paterna para Tsurugi, a quien sirve con lealtad absoluta a pesar de su comportamiento grosero. La familia Kashimiro está venida a menos y su fortuna ya no existe, pero Jiiya le ha escondido esto a Tsurugi, reuniendo dinero a base de cobrar a ZECT por los trabajos de Sasword contra los Worms o incluso abriendo un puesto de ramen para pagar las deudas. Él sabe la verdad sobre Tsurugi y cuando Arata le confronta así se lo confiesa. Sōji respeta hasta la veneración a Jiiya, a quien llama "un tesoro de la humanidad" por su maestría en la cocina. Tiene varios estudiantes de cocina a su cargo y publicó un libro de recetas del que Sōji conserva un ejemplar.

### Villanos
- Worms (ワーム Wāmu?):  son unas criaturas que surgieron del meteorito que cayó siete años atrás. Desde entonces, han estado atacando a los humanos para sustituirlos. Su modus operandi es elegir a un humano, copiar su forma física y absorber sus recuerdos, y después matarlo para reemplazarle. Aparte de la forma humana que han copiado, tienen dos formas monstruosas. La primera, la de Salis Worm, que es una forma más débil y genérica, con la apariencia de una crisálida verde, y otra forma completa individual para cada uno que adquieren cuando reúnen en batalla la energía suficiente, y que recuerda a un insecto. En la forma completa, son capaces de moverse a velocidades supersónicas, lo que obliga a los Riders a activar un modo llamado Clock Up para luchar contra ellos. La velocidad de estas batallas es tan alta que los humanos no son capaces de ver nada de lo que sucede.
  - Masato Mishima (三島 正人 Mishima Masato?)/Gryllus Worm (グリラスワーム Gurirasu Wāmu?): Anteriormente fue el ayudante del líder de ZECT, Riku Kagami. Masato también fue uno de los usuarios de TheBee Zecter para transformarse en Kamen Rider TheBee temporalmente después de la derrota de Shun Kageyama. Más tarde se revela como uno de los verdaderos antagonistas de la serie.
  - Rena Mamiya (間宮 麗奈 Mamiya Rena?)/Uca Worm (ウカワーム Uka Wāmu?): Es un Worm que copió a una mujer aspirante a cantar ópera. Al absorber esto, tiende a cantar réquiems a sus víctimas.
  - Reiji Nogi (乃木 怜治 Nogi Reiji?)/Cassis Worm (カッシスワーム Kasshisu Wāmu?): Es un Worm muy poderoso al que siguen seis subordinados. Tiene una habilidad que llama "la vida de la inmortalidad" que le permite regenerarse por completo cada vez que es destruido, y cada vez más fuerte.

## Episodios
1. El hombre más fuerte (最強男 Saikyō Otoko?)
2. La primera transformación en dos pasos (初2段変身 Hatsu Ni-dan Henshin?)
3. ¡¡Yo soy justicia!! (俺が正義!! Ore wa Seigi!!?)
4. ¡¡Explicación de amor!! (愛を説く!! Ai o Toku!!?)
5. ¡¡Orden de captura!! (捕獲指令!! Hokaku Shirei!!?)
6. Mi flor (オレ様の花 Ore-sama no Hana?)
7. Aparece el nº2 (２号新登場 Nigō Shin Tōjō?)
8. Tofu enfadado (怒れる豆腐 Ikareru Tōfu?)
9. ¡¡La locura de la abeja!! (蜂の乱心!! Hachi no Ranshin!!?)
10. No soy tu amigo (友じゃねぇ Tomo ja Nee?)
11. La fiesta arde (合コン燃ゆ Gōkon Moeyu?)
12. El hombre de los mil maquillajes (化粧千人斬 Keshō Sennin Giri?)
13. El equipo se disuelve (チーム解散 Chīmu Kaisan?)
14. A espaldas de las espaldas de las espaldas (裏の裏の裏 Ura no Ura no Ura?)
15. ¿¡El reputado doctor monstruo!? (怪人名医!? Kaijin Meii!??)
16. Una tormenta imposible (まさかの嵐 Masaka no Arashi?)
17. ¡¡Recuerdos restaurados!! (甦る記憶!! Yomigaeru Kioku!!?)
18. Hasta siempre, Gon... (さらばゴン・・・ Saraba Gon...?)
19. El escorpión millonario (さそり富豪 Sasori Fugō?)
20. ¿Eh, Jiiya? (ねぇじいや? Nee, Jiiya??)
21. Contra el ciervo volante (VSクワガタ Tai Kuwagata?)
22. El nacimiento de una compilación especial (誕生特別編 Tanjō Tokubetsuhen?)
23. Acertijo + Acertijo = X (謎+謎=X Nazo Tasu Nazo Wa Ekkusu?)
24. El camino del ramen (ラーメン道 Rāmen Dō?)
25. El orgulloso proyector (驕る捜査線 Ogoru Sōsasen?)
26. El amor que hizo temblar a la Tierra (激震する愛 Gekishin Suru Ai?)
27. ¿¡Yo!? Un asesino (俺!?殺人犯 Ore!? Satsujinhan?)
28. ¿¡Por qué!? Muerte (なぜ!?絶命 Naze!? Zetsumei?)
29. La cocina oscura (闇キッチン Yami Kitchin?)
30. La ascensión de la sopa de miso (味噌汁昇天 Misoshiru Shōten?)
31. Un hecho impactante (衝撃の事実 Shōgeki no Jijitsu?)
32. ¡¡El rompecabezas resuelto!! (解ける謎!! Tokeru Nazo!!?)
33. El ayudante brotado (萌える副官 Moeru Fukukan?)
34. La súper evolución rompedora (砕け超進化 Kudake Chō Shinka?)
35. Los hermanos infernales (地獄の兄弟 Jigōku no Kyōdai?)
36. La imprudencia de los zapatos rojos (赤い靴暴走 Akai Kutsu Bōsō?)
37. La historia de fantasmas de la escuela (学校の怪談 Gakkō no Kaidan?)
38. La peligrosa hermana pequeña (あぶない妹 Abunai Imōto?)
39. El peligroso oponente negro (強敵黒カブ Kyōteki Kuro Kabu?)
40. La batalla más triste (最大の哀戦 Saidai no Aisen?)
41. El más fuerte, derrotado (敗れる最強 Yabureru Saikyō?)
42. El peor terror contra el peor temor (最凶VS.最恐 Saikyō Tai Saikyō?)
43. Aquello a lo que aspiramos (俺を狙う俺 Ore o Nerau Ore?)
44. Con quién vivirás (生きるとは Ikiru to wa?)
45. El terremoto de Navidad (Xマス激震 Kurisumasu Gekishin?)
46. ¡¡Hasta siempre, Tsurugi!! (さらば剣!! Saraba Tsurugi!!?)
47. Precipitándose hacia el capítulo final (最終章突入 Saishūshō Totsunyū?)
48. ¡¡Tendō muere!! (天道死す!! Tendō Shisu!!?)
49. El camino del cielo (天の道 Ten no Michi?)

### Películas
- Kamen Rider Kabuto: God Speed Love (劇場版 仮面ライダーカブト GOD SPEED LOVE Gekijōban Kamen Raidā Kabuto Goddo Supīdo Rabu?): Película  cuya acción se sitúa fuera de la continuidad de serie. Estrenada el 5 de agosto de 2006
- Kamen Rider Kabuto: Birth! Gatack Hyper Form!! (仮面ライダーカブト 誕生！ガタックハイパーフォーム!! Kamen Raidā Kabuto: Tanjō! Gatakku Haipā Fōmu!!?): Especial para video. Estrenado el 1 de septiembre de 2006

## Reparto
- Sōji Tendō/Sōji Kusakabe: Hiro Mizushima
- Arata Kagami: Yūki Sato
- Daisuke Kazama: Kazuki Kato
- Tsurugi Kamishiro: Yūsuke Yamamoto
- Sō Yaguruma: Hidenori Tokuyama
- Shun Kageyama: Masato Uchiyama
- Hiyori Kusakabe: Yui Satonaka
- Yuzuki Misaki: Anna Nagata
- Shuichi Tadokoro: Yoshiyuki Yamaguchi
- Jyuka Tendō: Natsumi Okumura
- Yumiko Takemiya: Megumi Nishimuta
- Gon: Airu Kanzaki
- Jiiya: Yasukiyo Umeno
- Masato Mishima: Tomohisa Yuge
- Rena Mamiya: Hitomi Miwa
- Reiji Nogi: Tak Sakaguchi
- Voz de Zecter: Surage Gajria
- Narrador: Eiichirō Suzuki

## Temas musicales

### Tema de entrada
- "NEXT LEVEL"
  - Letra: Shoko Fujibayashi
  - Música: Cher Watanabe
  - Arreglos: Cher Watanabe
  - Intérprete: YU-KI

### Temas de cierre
- "FULL FORCE" (Episodios 2-32)
  - Letra: Shoko Fujibayashi
  - Música: Nishi-ken
  - Arreglos: RIDER CHIPS y Cher Watanabe
  - Artist: RIDER CHIPS

- "LORD OF THE SPEED" (Episodios 33-48)
  - Lyrics: Shoko Fujibayashi
  - Música: Cher Watanabe
  - Arreglos: RIDER CHIPS y Cher Watanabe
  - Intérprete:  RIDER CHIPS ft. Yūki Sato